# Тяпкин, Фёдор Александрович
Фёдор Алекса́ндрович Тя́пкин (23 июня (6 июля) 1912 — 25 июня 1992) — советский кинорежиссёр документального кино, сценарист. Заслуженный деятель искусств РСФСР (1969).

## Биография
Родился 23 июня (6 июля) 1912 года. В 1929—1932 годах учился в Студии живописи, по окончании работал в мультипликации. В 1941—1944 годах — режиссёр-мультипликатор, с 1944 года — режиссёр студии «Моснаучфильм».
 Преимущественно ставил историко-революционные и искусствоведческие научно-популярные фильмы, участвовал в написании сценариев.
Член Союза кинематографистов СССР (Москва), заслуженный деятель искусств РСФСР (1969). 
Ф. А. Тяпкин скончался 25 июня 1992 года.

## Фильмография

### Режиссёр
- 1945 — Большая вселенная[2]
- 1947 — Как работал Маяковский (совм. с Виктором Моргенштерном)
- 1950 — Звёздный остров
- 1951 — Рассказ о советских автомобилях
- 1954 — Гаситель крутильных колебаний
- 1956 — Особенности сцепления советских автомобилей
- 1958 — Экспорт станков из СССР
- 1960 — Мастер политической сатиры
- 1960 — Рукописи Ленина
- 1961 — Знамя партии
- 1961 — Строки Горького
- 1962 — Зову живых
- 1963 — Ленин. Последние страницы
- 1964 — Фаворский
- 1965 — Мост («Горизонт» № 1)
- 1967 — Гибель Пушкина
- 1968 — Скульптор Сарра Лебедева
- 1969 — Сергей Прокофьев — Эмиль Гилельс — Галина Уланова
- 1970 — Скульптор А. Т. Матвеев[3]
- 1973 — В балетной школе
- 1973 — Особняк на Бахрушина
- 1974 — Золотое кольцо
- 1976 — Бионика — архитектура
- 1978 — Пойми язык прошлого[4]
- 1979 — Живое пространство
- 1980 — Русский град
- 1982 — По образу и подобию
- 1983 — В Пушкинской Москве. Цикл «История Москвы»
- 1985 — Автоматы приходят в клиническую биохимию
- 1985 — Золотое слово древней Руси
- 1987 — Путешествие по Московскому Кремлю
- 1989 — Истинное и видимое
- 1990 — Мысли о живописи. Художник Николай Андронов

### Сценарист
- 1968 — Скульптор Сарра Лебедева
- 1978 — Пойми язык прошлого
- 1979 — Живое пространство
- 1980 — Русский град
- 1987 — Путешествие по Московскому Кремлю
- 1989 — Истинное и видимое
- 1990 — Мысли о живописи. Художник Николай Андронов

## Награды и премии
- 1-я премия  I Всесоюзного кинофестиваля в Ленинграде (1964) среди научно-популярных фильмов — за «Ленин. Последние страницы» (1963)
- Заслуженный деятель искусств РСФСР (1966)
- Государственная премия РСФСР имени братьев Васильевых (1966) — за документальные фильмы «Рукописи Ленина» (1960), «Знамя партии» (1961), «Ленин. Последние страницы» (1963)
- Ломоносовская премия (1961) — за фильмы «Рукописи Ленина» (1960) и «Знамя партии» (1961)[5]
- Орден Дружбы народов (1983)